# Schulprogramm
Ein Schulprogramm ist ein schriftliches Dokument, in dem eine Schule ihr Leitbild konkretisiert und mittel- bis langfristige Schwerpunkte der Qualitätsentwicklung setzt. Es wirkt als Orientierungshilfe im Prozess der Schulentwicklung und hat verbindlichen Charakter für die Schulgemeinschaft.
Die bildungspolitisch eingeforderte Stärkung der Eigenverantwortung der Einzelschule setzt eine kontinuierliche Selbstreflexion, Analyse der Praxis und Rechenschaftslegung über die geleistete und zu leistende Arbeit voraus.
Alle an Schule Beteiligten (Schulleitung, Lehrerkollegium, Eltern, Schüler, externe Partner) bündeln im Rahmen der Erarbeitung des Schulprogramms ihre Kräfte und geben ihrem Handeln systematisch und transparent eine Leitlinie und Arbeitsgrundlage vor dem Hintergrund der konkreten Bedingungen an der Bildungseinrichtung.
Das Schulprogramm dient neben der innerschulischen Verständigung und Teambildung auch der konkreten Ausgestaltung der Vorgaben und Freiräume, die im Schulgesetz des jeweiligen Bundeslandes festgelegt sind. Dabei wird Unterricht als Kern der schulischen Arbeit betrachtet. Haben alle Beteiligten Gelegenheit, ihre Qualitätsvorstellungen zu diskutieren und finden sie zu einer gemeinsamen Vision, dann lassen sich Synergieeffekte für die Verwirklichung der abgeleiteten Ziele nutzen.
Zur Schulprogrammarbeit gehört die klare Bestimmung der Wege zur Zielerreichung, konkreter Maßnahmen sowie Verantwortlichkeiten. Die Einhaltung der Festlegungen kann von den Partnern eingefordert werden. Auf der Grundlage des Schulprogramms erfolgt die regelmäßige Rechenschaftslegung nach innen (z. B. gegenüber dem Lehrerkollegium) und nach außen (z. B. Präsentation der Schule gegenüber Eltern und Kooperationspartnern).
Wird das Schulprogramm als Instrument zur systematischen Schulentwicklung verstanden, so erhält es eine Doppelfunktion: Zum einen ist es ein Entwicklungsinstrument für die Schulen, wird bei der regelmäßigen Evaluation der Schule eingesetzt und im Zuge derselben fortwährend weiterentwickelt und zum anderen ist es ein Steuerungsinstrument für die Führungsebene, welches bei Entscheidungen wie z. B. der Personalauswahl behilflich sein kann.
Eltern und Schülern kann das Schulprogramm als Orientierungs- und Entscheidungshilfe dienen, wenn es darum geht, eine Auswahl für den weiterführenden Schulbesuch zu treffen.

## Geschichte
In den 1980er Jahren wurden die ersten Schulprogramme in die Qualitätsentwicklung an Schulen eingebunden (z. B. Modellversuch in Nordrhein-Westfalen).
Seit der ersten Hälfte der 1990er Jahre begannen zunehmend mehr Schulen freiwillig mit der Schulprogrammarbeit. Es entstanden sehr verschiedenartige Schulprogramme hinsichtlich des Umfangs, des Inhaltes und der Struktur.
Zu Anfang des 21. Jahrhunderts wurde die Schulprogrammarbeit in vielen Bundesländern durch neue Schulgesetze rechtlich verankert.

## Gesetzliche Grundlagen
Im Zusammenhang mit der bildungspolitischen Diskussion um mehr Eigenverantwortung von Schulen stellt ein Schulprogramm ein Mittel dar, vorhandene Gestaltungsspielräume in pädagogischer, personeller, finanzieller und organisatorischer Hinsicht mit Leben zu füllen und sich über Qualitätsansprüche an der Schule zu verständigen.
In mehreren deutschen Bundesländern sind alle Schulen verpflichtet, ein Schulprogramm zu entwickeln.

## Ziele von Schulprogrammen
- Steigerung der Qualität pädagogischer Arbeit auf verbindlicher, gemeinsamer Grundlage
- mehr Effektivität durch Konzentration auf Schwerpunkte
- Rechenschaftslegung und Evaluation zur Qualitätssicherung
- Profildarstellung nach außen zur Orientierung und Kooperation
- kontinuierliche Analyse von Entwicklungsstand und -bedarf
- stärkere Identifikation der Beteiligten mit der Schule und verbesserte Kommunikation

## Bestandteile von Schulprogrammen
Es gibt zentrale Aspekte, auf die keine Schule in ihrem Schulprogramm verzichtet: Bestandsanalyse, Schwerpunktsetzung, Maßnahmenkatalog und Evaluation.
Aussagen zu folgenden Gliederungspunkten sind in Schulprogrammen enthalten:
- Bestandsanalyse der Qualität der schulischen, insbesondere der unterrichtlichen Prozesse und schulspezifischer Rahmenbedingungen
- Entwicklungsschwerpunkte in den Bereichen Unterricht, Organisation, Personal, Werteerziehung und Schulleben (Vision)
- pädagogische Leitideen der Schule (Leitbild)
- Zeit- und Maßnahmenplanung für die Realisierung der Entwicklungsvorhaben
- Aussagen über die Fortbildung der Lehrkräfte und Kooperationsbeziehungen der Schule
- Gegenstände, Ziele und Verfahren der Evaluation

## Vision
Eine gemeinsame Vision für die Entwicklung der Schule erhöht die Wirksamkeit des Schulprogramms.
Deshalb diskutieren die Beteiligten zu Beginn der Schulprogrammarbeit intensiv und unter Wahrung eines konstruktiven Freiraums ihre Vorstellungen davon, in welche Richtung sich die Schule entwickeln und wie der Bildungsauftrag wahrgenommen werden soll.
Die Vision ist nicht nur zukunftsgerichtete Ideensammlung, sondern auch Verfestigung von Werthaltungen mit dem Ziel, realistische Leitgedanken für Veränderungen zu fassen.
Eine schulische Vision ist stark durch die normativen Vorstellungen und die Persönlichkeit des Schulleiters geprägt.

## Leitbild
Das Leitbild bringt einen Wertekonsens und gemeinsam herausgearbeitete Grundideen der Schule zum Ausdruck. Im Spannungsfeld zwischen übergreifenden schulpolitischen Zielsetzungen und eigenen Entwicklungszielen wird von der Schule der Handlungsbedarf konkretisiert.
Leitbilder als Konzept in der Schulentwicklung existieren seit den 1980er Jahren. Vorbilder stammen aus Wirtschaft und Verwaltung, die sich um eine Neuorientierung bemühten.

## Prozess / idealtypischer Ablauf der Schulprogrammarbeit
Das Schulprogramm wird an der Schule partizipativ entwickelt. Die Beteiligung von Lehrern, Schülern, Eltern und externen Partnern der Schule an der Erarbeitung ist erwünscht und kann unterschiedlich geregelt sein.
- Einstieg durch einen Impuls z. B. vom Schulleiter
- Bildung einer Steuergruppe
- Analyse des Ist-Zustandes
- Verständigung über eine Vision
- Entwicklung eines Leitbildes
- Auswahl von Entwicklungsschwerpunkten, Festlegen von Zielen
- Umsetzungsplanung
- Erstellung und Kommunikation einer Textfassung
- Beschluss der Schulkonferenz und damit Bestätigung der Verbindlichkeit
- interne Evaluation
- externe Evaluation
- kontinuierliche Fortschreibung des Schulprogramms

Die Bestandsanalyse ist die Basis jeder Schulprogrammentwicklung. Sie geschieht mittels unterschiedlicher Vorgehensweisen. So werden z. B. vorhandene Schulstatistiken gesichtet oder Zufriedenheitsbefragungen innerhalb der Lehrerschaft, unter den Schülern oder ihren Eltern durchgeführt. Das methodische Spektrum reicht von einfachen Kartenabfragen bis zu umfangreichen empirischen Erhebungen (z. B. SWOT-Analyse).
Mögliche Fragen dabei sind: Gibt es bereits Leitziele? Welche Gruppen fühlen sich in welchem Maße diesen Zielen verpflichtet? Welche Aktivitäten gibt es bereits an der Schule? Lassen sich diese bereits einem pädagogischen Leitziel zuordnen?
Im Anschluss an die Ermittlung der besonderen Stärken der Schule wird gemeinsam festgelegt, was unbedingt beibehalten werden soll, weil es für die Schule bedeutsam, nutzbringend und zukunftsweisend ist. Die Akteure suchen in dieser Phase Übereinkunft hinsichtlich der pädagogischen Ziele, formulieren diese eindeutig und verbindlich.
Im nächsten Schritt werden möglichst detailliert Maßnahmen zur Erreichung der Ziele entwickelt. Sie müssen mit Hilfe eines konkreten und realistischen Zuständigkeitsplans koordiniert und für alle Beteiligten verbindlich gemacht werden.
Alle Schritte der Umsetzung des Schulprogramms sollten eigenständig überprüfbar sein.
Das (z. B. durch Beschluss der Schulkonferenz) genehmigte Schulprogramm wird in geeigneter Weise der schulischen Öffentlichkeit bekannt gegeben und allen Interessierten auf Wunsch zugänglich gemacht.
Die Arbeit am Schulprogramm wird kontinuierlich fortgesetzt. Grundlage dafür sind regelmäßige Evaluationen.

## Steuergruppen
Die Einrichtung einer Steuergruppe hat sich bewährt. Ihre Mitglieder bilden die Interessen unterschiedlicher Gruppen innerhalb der Schulgemeinschaft so weit wie möglich ab.
Der Steuergruppe wird das Management der Schulprogrammarbeit für eine absehbare Zeit übertragen. Sie initiiert die notwendigen Arbeitsschritte, arbeitet zielorientiert und sorgt für die Weitergabe von Informationen über den Fortschritt der Schulprogrammarbeit an alle Interessengruppen. Neben der Steuergruppe werden oft noch themenbezogene Arbeitsgruppen gebildet.

## Beratungs- und Unterstützungssysteme
Die Inanspruchnahme externer Beratungs- und Unterstützungssysteme kann sowohl bei der Entwicklung als auch bei der Umsetzung des Schulprogramms hilfreich sein.
Von unterschiedlichen Möglichkeiten machen Schulen hierbei Gebrauch:
- Kontakt und Austausch mit anderen Schulen auf unterschiedlichen Ebenen (einzelne Lehrer, Steuergruppen, Schulleitungen) – Aufbau eines Netzwerks „Schulentwicklung“[5]
- Aufbau von Know-how an der Schule durch Teilnahme von Lehrern an themenspezifischen Fortbildungen
- Inhouse-Schulungen für Lehrer, Eltern, Schüler
- Beratung durch externe Prozessberater für Schulentwicklung
- Einbezug der umfangreichen Publikationen zum Thema und der Dokumentationen im Internet

## Evaluation
Sowohl die Schule als auch die Schulaufsichtsbehörde bewerten regelmäßig die Qualität der pädagogischen Arbeit auf der Grundlage des Schulprogramms. Schulprogramme enthalten deshalb Angaben zu Qualitätsindikatoren, mit deren Hilfe die Annäherung an die gesetzten und vereinbarten Ziele ermittelt wird.
Der Prozess des systematischen, an den Entwicklungsschwerpunkten der Schule ausgerichteten Sammelns, Analysierens und Bewertens von Informationen über das Lernen, den Unterricht und die Schule als Ganzes durch das Kollegium der Schule wird als Selbstevaluation bezeichnet. Sie dient der eigenverantwortlichen Steuerung schulischer Prozesse und ist Teil der Schulentwicklung.
In einigen Bundesländern werden die Maßnahmen der Selbstevaluation durch eine externe Evaluation ergänzt.
In der Regel wird auch die Öffentlichkeit mit dem Schulprogramm darüber informiert, welche Ziele sich die Schule setzt, welche Maßnahmen sie plant und was sie bereits erreicht hat.
Schulprogramme sind auf der Basis der Ergebnisse der Evaluation kontinuierlich fortzuschreiben.
Die Vorlage bei der zuständigen Schulaufsicht ist in den Schulgesetzen der einzelnen Bundesländer geregelt.

## Bewertung von Schulprogrammen
Schulprogramme unterscheiden sich stark in der Ausführlichkeit der Dokumente und in der Form der öffentlichen Präsentation. Sowohl für die Struktur als auch für die Wahl der Entwicklungsschwerpunkte der Schulprogramme gibt es keine Bundesländer übergreifenden verbindlichen Kriterien, sondern nur Empfehlungen oder bundeslandinterne Leitfäden.
Allgemeine Kriterien:
Formal:
- Aufmachung (aufwändig – schlicht)
- Textgliederung (Gliederung vorhanden – nicht vorhanden)
- Umfang (ggf. inklusive Anhang)
- verantwortliche Unterzeichner

Organisatorisch:
- Welche Interessengruppen waren beteiligt?
- War die Arbeit in Gruppen (einschließlich einer Steuergruppe) organisiert?
- Wurde externe Beratung in Anspruch genommen?
- Gibt es einen konkreten Zeitplan der Umsetzung?

Bestandsanalyse:
- Welche Aspekte enthält die Bestandsanalyse: Umfeld, Schülerhintergrund, materielle Ausstattung, personelle Ausstattung, Einsatzbereitschaft und Innovationsbereitschaft der Lehrkräfte, Kompetenzen der Lehrkräfte, Engagement der Elternschaft, Wir-Gefühl, Arbeitsklima?

Entwicklungsschwerpunkte als Schlussfolgerung aus der Bestandsanalyse
- Gibt es übergreifende Leitsätze/ein Motto?
- Anzahl der Entwicklungsschwerpunkte
- Sind die Schwerpunkte in greifbare und transparente Ziele umgewandelt?

Beispiele für die in Schulprogrammen aufgegriffenen Entwicklungsschwerpunkte:
- soziales Lernen (z. B. Toleranz, Selbstständigkeit)
- fachbereichsbezogene Kompetenz (Sprachkompetenz, Musik, MINT-Fächer)
- Bewegung/Gesundheit („bewegte Schule“, gesunde Ernährung)
- Öffnung der Schule (Zusammenarbeit mit Kommune, Vereinen)
- spezielle Unterrichtsformen (offener Unterricht, Differenzierung, kooperatives Lernen)
- Einsatz moderner Medien (z. B. Medienkabinett, Moodle)
- Lerntechniken (Lernen lernen)
- Lehrerkompetenz (z. B. Fortbildungskonzept für Lehrkräfte)
- Betreuungsangebot (z. B. Hausaufgabenbetreuung)

## Kritik
Kritisiert wird der enorme Zeitaufwand für die Entwicklung eines Schulprogramms und dass der Inhalt des Schulprogramm dann teilweise nichts mit dem gelebten Schulalltag zu tun hat.